# Kirche der Sakramentiner

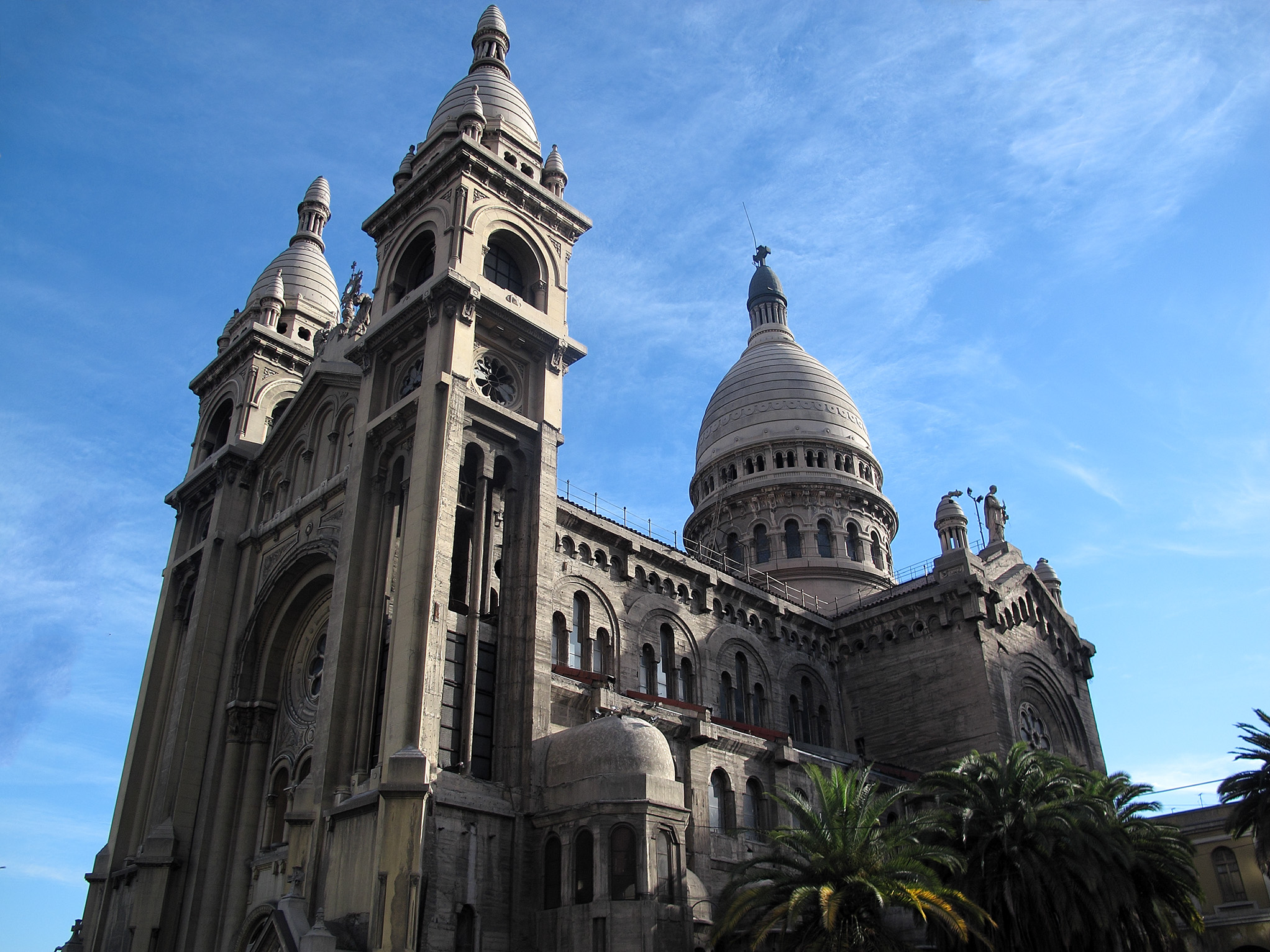
Seitenansicht der Basilika

Die dem Heiligsten Herzen Jesu geweihte Kirche der Sakramentiner (span. Iglesia de los Sacramentinos) ist ein römisch-katholisches Pfarrkirche des Erzbistums Santiago in Santiago de Chile. Der Name leitet sich vom spanischen Namen der Kongregation vom Heiligsten Sakrament (Eucharistiner) ab. Der von den Architekten Ricardo Larraín und Victor Auclair entworfene Bau ist von der französischen Basilika vom Heiligen Herzen in Montmartre inspiriert.

## Lage
Die Kirche befindet sich auf der Ostseite vor dem Almagro-Park, außerdem vor der gleichnamigen Metrostation Santiago (Parque Almagro, Linie 3). Das Gotteshaus gehört zu einem architektonischen Komplex, der Teil des städtischen Zentrums ist und den Paseo Bulnes sowie die Paläste La Moneda und Cousiño umfasst. Im Sinne der Stadtplanung bildet dieser Teil des Stadtzentrums seit 2019 die „Achse Almagro-Bulnes“.

## Geschichte
Der Bau der Kirche begann 1911 in ihrer 1500 Quadratmeter großen Krypta und endete 1919. Im folgenden Jahr begann der Bau der Kirche und nach vierzehnjähriger Bauzeit wurde sie 1934 fertiggestellt. Zuvor, im Jahr 1910, hatte Papst Pius X. anlässlich des 100. Jahrestags der Unabhängigkeit des Landes allen, die geistig, finanziell und körperlich zum Bau der Kirche beigetragen hatten, einen apostolischen Segen gegeben. Die Kirche konnte am 22. März 1931 teilweise für die Feier von Messen eingeweiht werden, der Bau dauerte jedoch bis 1934.
Die Kirche verfügt über eine Walcker-Orgel, die 1950 in den oberen Teil des Kircheneingangs verlegt wurde.
Am 29. Oktober 1991 wurde die Kirche zum Nationalen Historischen Denkmal erklärt.
Aufgrund zahlreicher Schäden, die im Laufe der Geschichte die Struktur der Kirche beeinträchtigten, wie beispielsweise Erdbeben, wurde im 2023 eine Spendenaktion gestartet, um diese Elemente der Pfarrei zu reparieren.

## Galerie

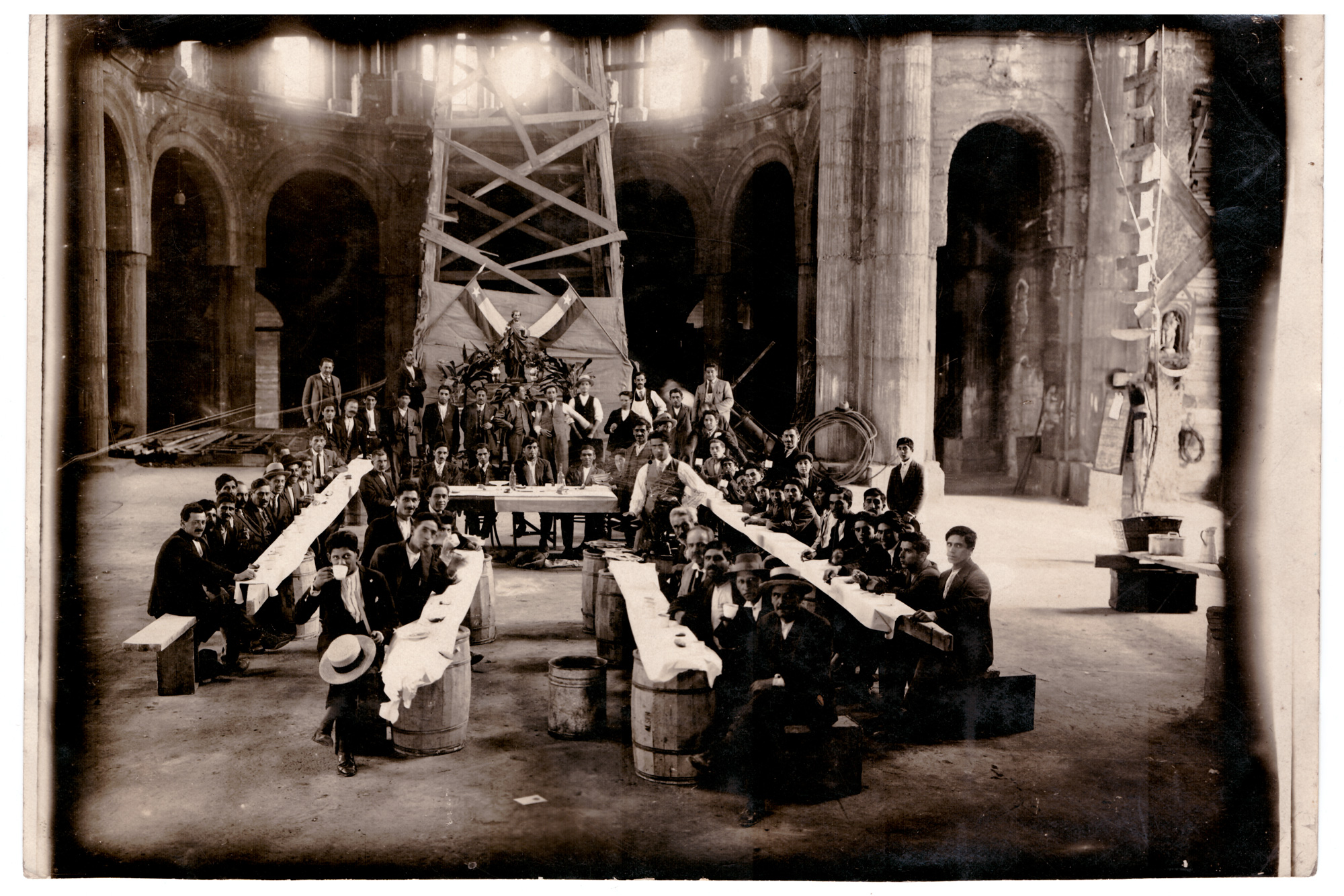
Feier zur Platzierung des Dachstuhls der Kirche (1930)
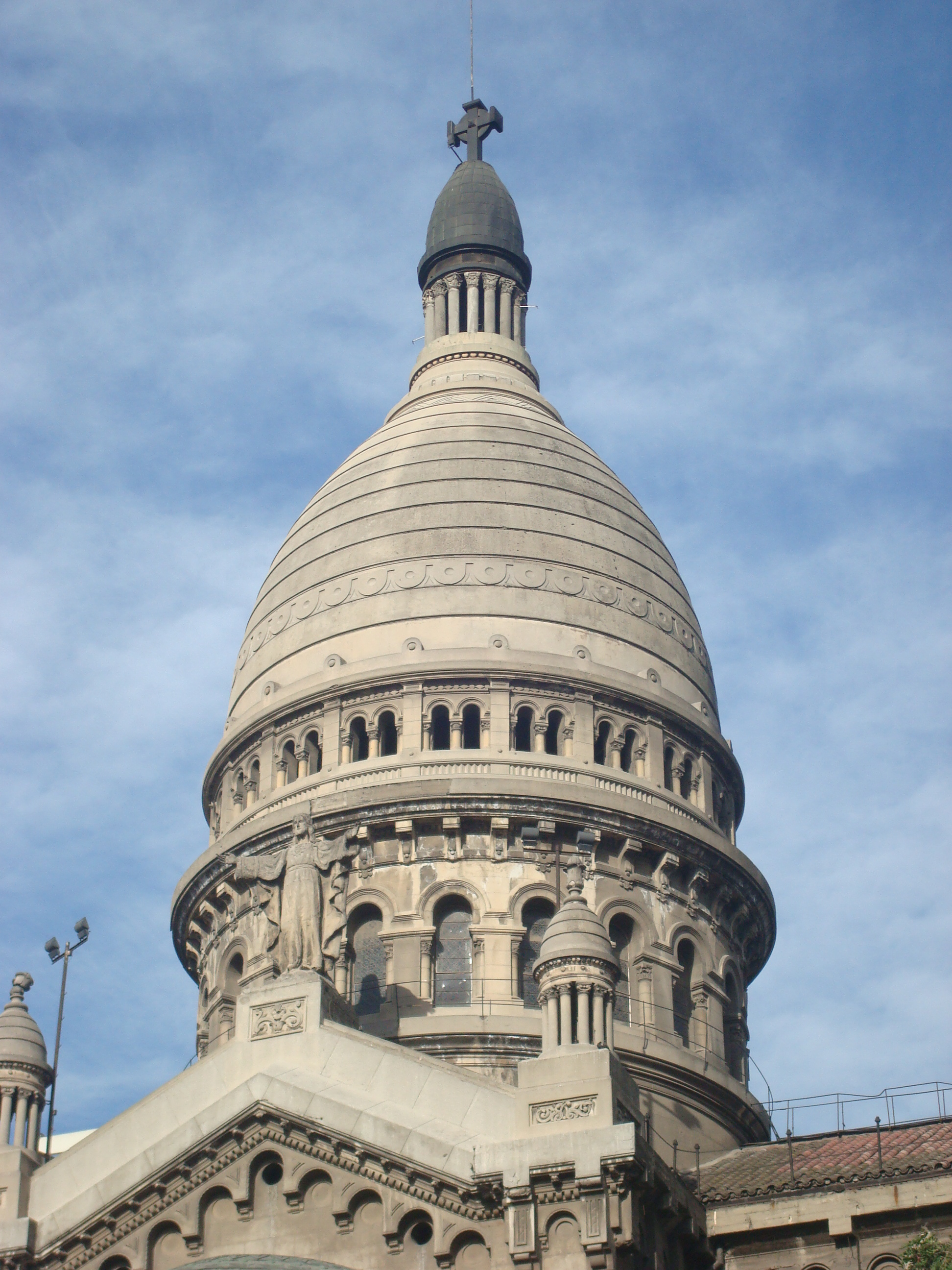
Kuppel
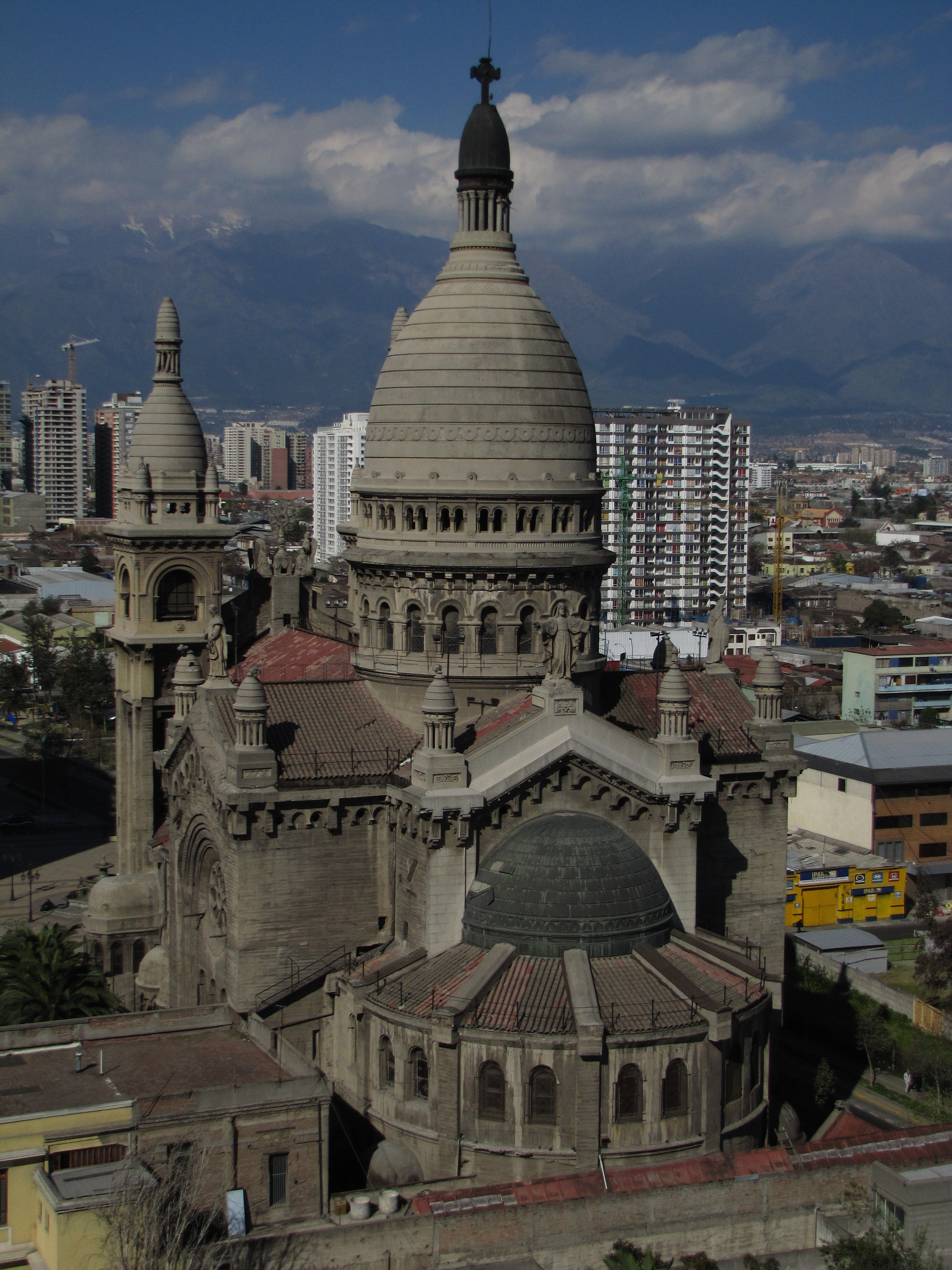
Rückansicht von außen vor dem Almagro-Park
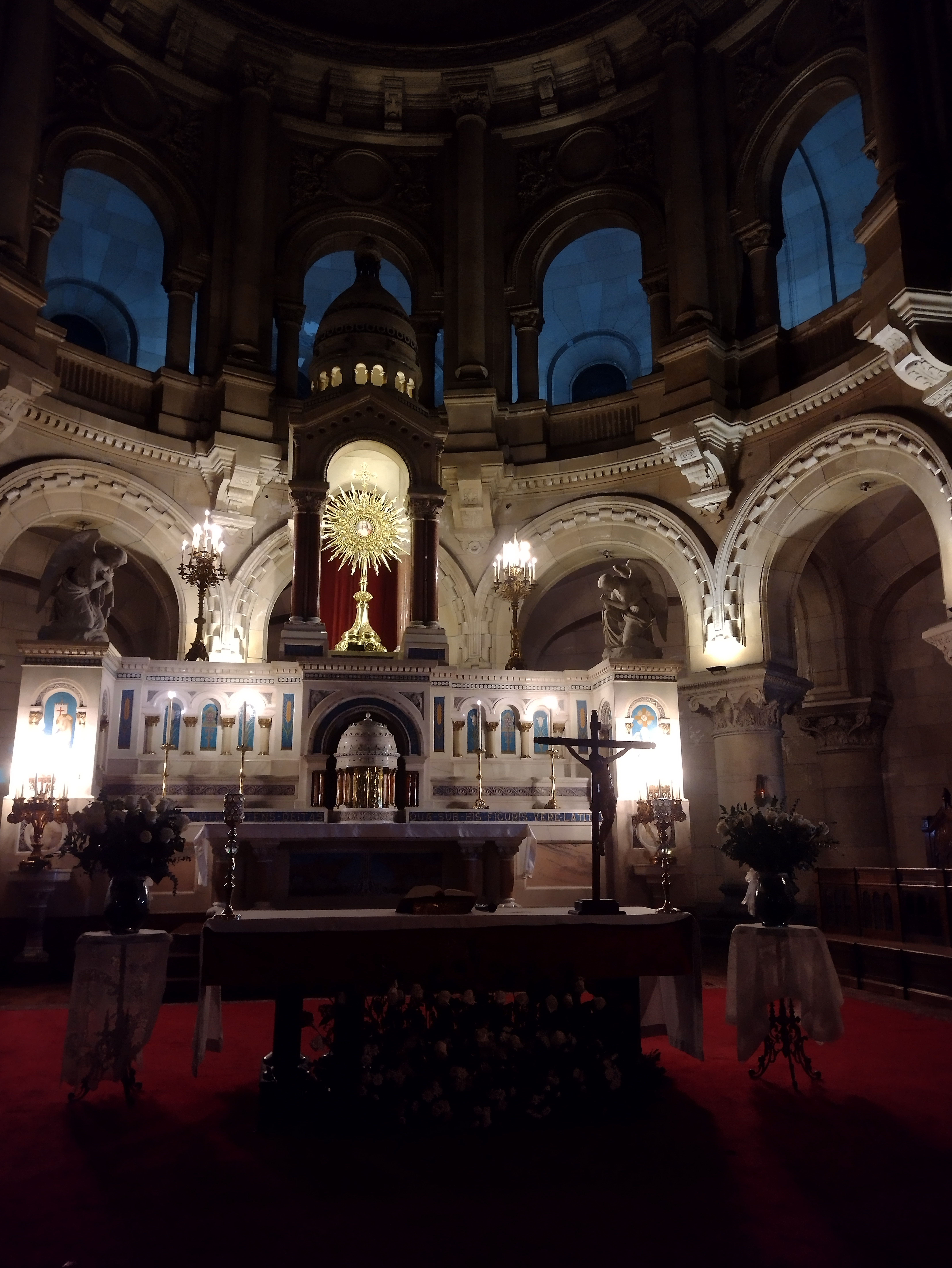
Altar am Abend (2024)